# سامسونج جلاكسي جي 6
سامسونج جالكسي جي 6 بالانجليزي samsung Galaxy J6، هو هاتف ذكي يعمل بنظام Android طورته الشركة الكورية المصنعة إلكترونيات سامسونج 2018.

## مواصفات الجهاز
| مواصفات الموبايل                            | مواصفات الموبايل |
| الشبكة                                      | الشبكة |
| ------------------------------------------- | --- |
| الجيل الثانى                                | GSM 850 / 900 / 1800 / 1900 - الشريحة الاولي والثانية |
| الجيل الثالث                                | HSDPA 850 / 900 / 1700(AWS) / 1900 / 2100 |
| الجيل الرابع                                | LTE band 1(2100), 2(1900), 3(1800), 4(1700/2100), 5(850), 7(2600), 8(900), 12(700), 13(700), 17(700), 20(800), 28(700), 38(2600), 40(2300), 41(2500), 66(1700/2100) |
| شريحة الاتصال                               | شريحتين Nano-SIM (الاثنين في وضع الاستعداد) |
| تاريخ الصنع                                 | |
| أعلن                                        | مايو 2018 |
| تاريخ نزوله الاسواق                         | مايو 2018 |
| الأبعاد                                     | |
| الوزن                                       | 154 جرام |
| ابعاد الموبايل                              | 149.3 × 70.2 × 8.2 ملم |
| اضافات                                      | الجهاز مصنوع من البلاستيك |
| الشاشة                                      | |
| النوع                                       | Super AMOLED كابستيف تدعم اللمس ، 16 مليون لون |
| الحجم                                       | 5.6 بوصة |
| كثافة                                       | 720 × 1480 بكسل، نسبة 18.5:9، 293 بكسل في البوصة |
|                                             | |
| اللمس المتعدد                               | يدعم |
| الصوت                                       | |
| أنواع التنبية                               | أهتزاز، نغمات MP3، WAV |
| مكبر الصوت                                  | يدعم |
| جاك 3.5 مم                                  | يدعم |
| الكاميرا                                    | |
| الكاميرا الأساسية (الخلفية)                 | 13ميجابكسل (فتحة عدسة f/1.9، وبعد بؤري 28 ملم) ، ضبط تلقائي للصورة، فلاش صمام ثنائي باعث للضوء                                                                      |
| الفديو                                      | بجودة 1080 بكسل في 30 لقطة في الثانية |
| الكاميرا الثانوية (الأمامية)                | 8 ميجابكسل، فتحة عدسة f/1.9، فلاش LED |
| مميزات                                      | العنونة الجغرافية، التركيز باللمس، كشف الوجة، البانوراما ، HDR |
| نظام وإمكانيات الهاتف                       | |
| نظام التشغيل                                | أندرويد إصدار 8.0 (أوريو) |
| نوع المعالج                                 | إكسينوس 7870 Octa |
| سرعة المعالج                                | ثماني النواة 1.6 GHz Cortex-A53 |
| معالج رسومي                                 | Mali-T830 MP1 |
| أجهزة الاستشعار                             | البصمة، التسارع، التقارب |
| الذاكرة                                     | |
| الذاكرة الداخلية                            | 64 جيجابايت و 4 جيجابايت رام أو 32 جيجابايت و 3 جيجابايت رام |
| فتحة البطاقة (Card slot)                    | سكيور ديجيتال تصل إلي 256 جيجابايت (منفذ مخصص) |
| البيانات                                    | |
| جى بى آر إس GPRS                            | يدعم |
| سرعة انترنت الجيل الثانى (إي دي جي إي EDGE) | يدعم |
| السرعة                                      | HSPA، LTE |
| الشبكات المحلية اللاسلكية (WLAN)            | Wi-Fi 802.11 b/g/n, واي-فاي دايركت ثري دي، هوت-سبوت |
| رسائل                                       | رسائل قصيرة ، رسائل وسائط متعددة، البريد الالكتروني ، التراسل الفوري ، دفع البريد الإلكتروني                                                                        |
| البلوتوث                                    | إصدار 4.2 مع دعم A2DP, LE |
| يو اس بي                                    | microUSB 2.0 |
| مواصفات آخرى                                | |
| مشغل الفيديو                                | مشغل MP4/H.264 |
| الراديو                                     | راديو FM |
| الألوان المتاحة                             | أسود، ذهبي، أزرق |
| مشغل موسيقى                                 | مشغل MP3/WAV/eAAC+/FLAC |
| نظام التموضع العالمي                        | يدعم، مع دعم جي بي إس مساعد، غلوناس، BDS |
| تصفح الإنترنت                               | HTML5 |
| البطارية                                    | |
| النوع                                       | ليثيوم أيون 3000 مللي أمبير، غير قابلة للإزالة |
| اضافات                                      | عارض مستندات، محرر صور وفيديو |
| في حالة استخدامة في تشغيل الموسيقى          | تصل إلي 76 ساعة |
| في حالة استخدامة في المكالمات (وضع التحدث)  | تصل إلي 21 ساعة (الجيل الثالث) |